# بات سافاج
بات سافاج (19 نوفمبر 1882 في المملكة المتحدة - 9 نوفمبر 1969) (بالإنجليزية: Patrick "Pat" Savage)‏ هو لاعب كرة قدم بريطاني (وحمل سابقاً جنسية المملكة المتحدة لبريطانيا العظمى وأيرلندا) في مركز حراسة المرمى. لعب مع دونفرملين أثلتيك.